# Lijiang Sanyi Airport
Lijiang Sanyi Airport är en flygplats i Kina. Den ligger i provinsen Yunnan, i den sydvästra delen av landet, omkring 300 kilometer nordväst om provinshuvudstaden Kunming. Lijiang Sanyi Airport ligger 2 243 meter över havet.
Runt Lijiang Sanyi Airport är det ganska tätbefolkat, med 108 invånare per kvadratkilometer. Trakten runt Lijiang Sanyi Airport består i huvudsak av gräsmarker.
Genomsnittlig årsnederbörd är 1 057 millimeter. Den regnigaste månaden är juli, med i genomsnitt 357 mm nederbörd, och den torraste är november, med 2 mm nederbörd.